# 西国成男
西国 成男（さいごく しげお、1926年1月15日 - ）は、日本の俳優。札幌放送劇団の中心的な俳優と評された。

## 出演作品

### テレビドラマ
NHK
- 燃えなんわが胸（1959年）
- 独航船（1959年）
- オタスの森（1960年）
- 汚れた、小さな手（1962年）
- 夜の道（1963年）
- 石狩川（1964年）
- 馬六先生人生日記（1964年）
- 囚人道路 （1964年）
- 人形佐七捕物帳 第33話「双葉将棋」（1966年）
- アイウエオ 第27 - 29話（1967年）
- 明治の群像 海に火輪を（1976年）
  - 第4話「鹿鳴館 〜条約改正〜・前編」 - 青木周蔵
  - 第6話「陸奥宗光 〜前編〜」 - 北畠治房
- シーメンス事件〜検事 （1976年）
- 北の海峡（1988年）※方言指導も担当
- 君の名は（1991年）

NTV
- 伝七捕物帳 第120話「子は宝　情の折檻」（1976年） - 村岡玄庵
- 祭ばやしが聞こえる 第10話（1977年）
- 太陽にほえろ! 第386話「信頼」（1978年）

TBS
- おかあさん 第2シリーズ
  - 第243話「千代の帰郷」（1964年）
  - 第294話「母島」（1965年）
- 土曜と月曜の間（1964年）
- 加納大尉夫人（1965年）
- こころ（1968年）
- 七人の刑事
  - 第2シーズン 第351・352話「北の果てから（前・後編）」（1968年）
  - 第3シーズン 第1話「警視総監の財産」（1978年）
- パンとあこがれ（1969年）
- 名もなく貧しく美しく（1976年）

- 赤い絆 第11話「その人の名は言えない」（1978年）
- 別れて生きる時も 第40話（1978年）
- 森村誠一シリーズ
  - 横溝正史シリーズII・仮面舞踏会（1978年）
  - 青春の証明（1978年）
- 女の一生 第1・3話（1979年）

CX
- 第7の男 第11話「赤い醜聞」（1965年）
- 江戸の旋風
  - 同心部屋御用帳 江戸の旋風（第3シリーズ） 第37話「北風の女」（1978年）
  - 同心部屋御用帳 江戸の旋風（第4シリーズ） 第9話「生き返った大黒様・大捕物編」（1978年）
- 大空港 第26話「真実の愛 空港ホテル殺人事件の謎を追え!」（1979年） - 医師(飛行機の乗客)

NET
- 半七捕物帳 第19話「湯屋の二階」（1979年）

### ラジオドラマ
- 潜水艦ノーチラス極点にあり（1971年）[3]

### レコード
- コロムビア名作童話集 桃太郎（1965年） - いぬ[4]
- 鉄道百年（1972年） - ナレーター[5]